# Nyugati-Szél-áramlás

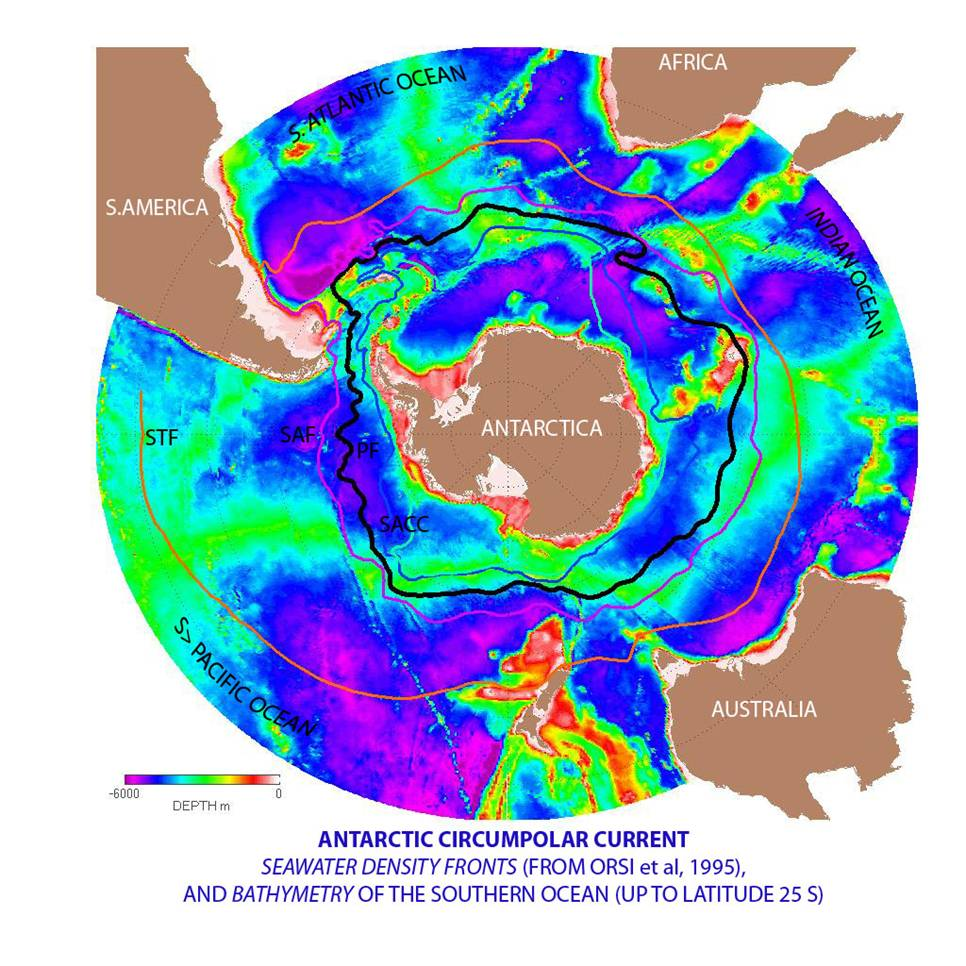
Az áramlat hőmérsékletének műholdképe

A Nyugati-Szél-áramlás régebbi nevein Déli nagy hideg áramlás vagy Szubantarktikus áramkör olyan tengeráramlat, amely nyugatról keletre az Antarktisz körül áramlik. Nemzetközi neve Antarctic Circumpolar Current (ACC) . A Nyugati-Szél-áramlás a Déli-óceán domináns keringető ereje, vízhozama átlagosan 100-150 sverdrupra (106 m³/s) becsülhető, vagy esetleg ennél is több  így ez a legnagyobb és legerősebb óceáni áramlat. Az áramkör az Antarktiszhoz kötődő szárazföldek hiánya miatt távol tartja a meleg óceáni vizeket az Antarktisztól, ami lehetővé teszi, hogy a kontinens megőrizze hatalmas jégtakaróját.

## Fordítás
- Ez a szócikk részben vagy egészben  az   Antarctic Circumpolar Current című angol Wikipédia-szócikk ezen változatának fordításán alapul.  Az eredeti cikk szerkesztőit annak laptörténete sorolja fel. Ez a jelzés csupán a megfogalmazás eredetét és a szerzői jogokat jelzi, nem szolgál a cikkben szereplő információk forrásmegjelöléseként.